# Armstrong Whitworth F.K.9
L'Armstrong Whitworth F.K. 9 était un prototype britannique de chasseur biplace de la Première Guerre mondiale.
1916 vit apparaître en Grande-Bretagne une nouvelle formule de chasseurs, les multiplans. Le plus connu reste le Sopwith Triplane, fameux triplan qui inspirera Anthony Fokker pour réaliser le Dr.I. 
C’est au cours de l’été 1916 que prit l’air le F.K.9, biplace de chasse dessiné par Frederick Koolhoven sur initiative privée de la firme Armstrong Whitworth. L’appareil s’inspirait du Sopwith Triplane, avec les mêmes mâts d’entreplan à semelles larges, et un fin fuselage dessiné derrière un moteur en étoile français, le Clerget 9Z de 110 ch, se terminait à l’arrière par une gouverne de direction en forme de virgule, sans plan vertical fixe. Dès les premiers essais des modifications se révélèrent indispensables. Le fuselage fut donc redessiné, l’empennage modifié avec un plan fixe, et un quatrième plan fit son apparition sous le fuselage. 
Ainsi modifié, le prototype fut testé à la Central Flying School en novembre et décembre 1916 et le Royal Flying Corps passa commande de 50 exemplaires légèrement modifiés sous la désignation F.K.10.